# 전쟁 게임

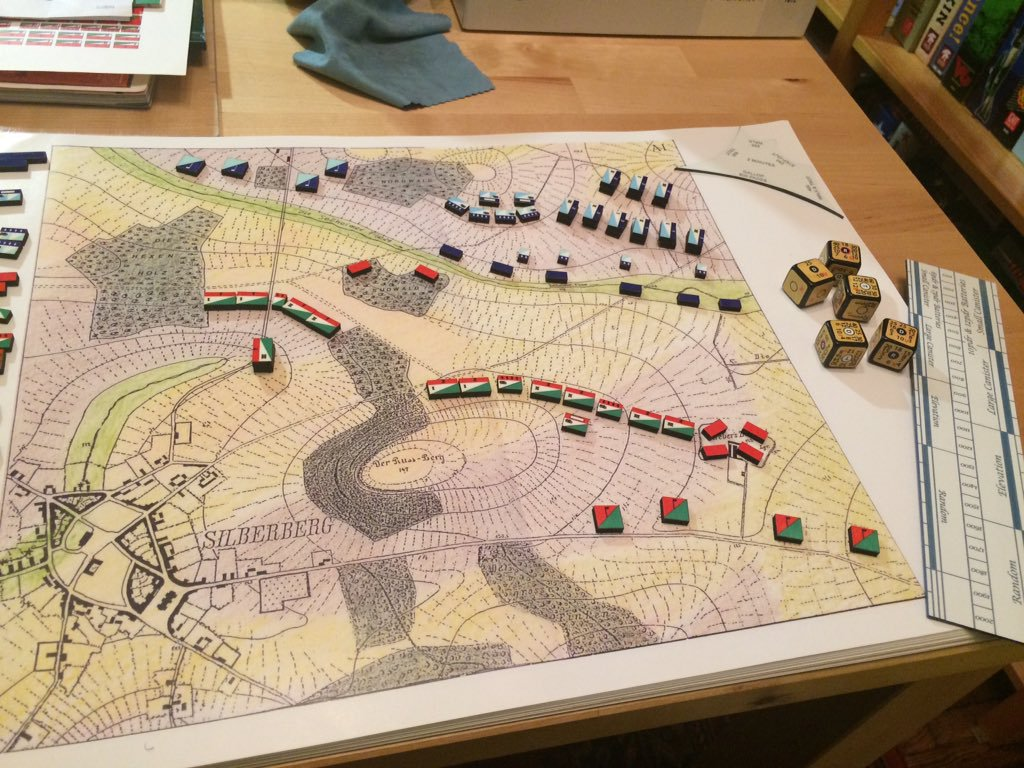

전쟁 게임(戰爭game) 또는 워게임(wargame)은 전쟁을 소재로 전투를 재현한 시뮬레이션 게임이다. 보드 게임, 컴퓨터 게임의 형식을 취하는 것이 많다. 대표적인 작품은 제2차 세계대전을 다룬 하츠 오브 아이언과 월드 오브 탱크 블리츠가 있다.
전쟁 게임은 두 명 이상의 플레이어가 실제적인 무력 충돌 시뮬레이션에서 상대 군대를 지휘하는 전략 게임이다. 워게이밍은 오락을 위해, 전략적 사고 기술에 대해 군 장교를 훈련시키거나, 잠재적인 갈등의 본질을 연구하기 위해 플레이할 수 있다. 수많은 전쟁 게임은 특정한 역사적인 전투를 재현하고 전체 전쟁이나 캠페인, 전투 또는 그 안에 있는 낮은 수준의 교전을 다룰 수 있다. 많은 게임이 육상 전투를 시뮬레이션하지만 해전과 공중전을 위한 전쟁 게임도 있다.
일반적으로 참가자가 실제로 모의 전투 행동을 수행하는 활동(예: 아군 군함이 서로 더미 탄을 발사하는 행위)은 전쟁 게임으로 간주되지 않는다. 일부 작가는 군대의 야전 훈련을 "라이브 워게임"이라고 부르지만 미 해군과 같은 특정 기관에서는 이를 받아들이지 않는다. 마찬가지로 페인트볼과 같은 활동은 전쟁 게임이 아니라 스포츠이다. 전쟁 게임은 정신 활동의 하나이다.
현대의 전쟁 게임은 19세기 초 프로이센에서 발명되었으며, 결국 프로이센 군대는 전쟁 게임을 장교 훈련과 교리 개발 도구로 채택했다. 프로이센이 프랑스-프로이센 전쟁에서 프랑스를 패배시킨 후, 전쟁 게임은 다른 나라의 군 장교들에 의해 널리 채택되었다. 민간인 애호가들도 재미로 전쟁 게임을 했지만 1990년대 소비자 전자 전쟁 게임이 개발되기 전까지는 틈새 취미였다.